# 陆景云
陆景云，山西人，中华人民共和国政治人物。
担任第二机械工业部工程师。1954年，当选第一届全国人民代表大会代表。